# آرثر بويل
آرثر بويل هو سياسي كندي، ولد في 1842 في كندا، وتوفي في 10 ديسمبر 1919. حزبياً، نشط في حزب كندا المحافظ. وقد انتخب عضو مجلس العموم الكندي.